# ニカノル (太守)
ニカノル（希：Nικάνωρ、ラテン文字転記：Nicanor、紀元前4世紀）はマケドニアのディアドコイ戦争期の将軍である。
それ以前の経歴については不明であるが（同名の人物は多く存在したため、その時以前の経歴の人物との同定は難しい）、ニカノルはアレクサンドロス3世死後の紀元前321年のトリパラディソスの軍会でカッパドキア太守の地位を得た。彼はディアドコイ戦争を通してアンティゴノスに組し、アンティゴノスとエウメネスの戦争に参加した。紀元前316年のガビエネの戦いの後、銀楯隊が彼らの大将エウメネスを裏切ってアンティゴノスに彼を引き渡すことに同意した時、ニカノルは敵陣へとエウメネスを引き取るために送られた。
同年にアンティゴノスがメディア太守ペイトンを殺害した時、ニカノルは後任のメディア太守に任じられようである。紀元前312年にエジプト太守プトレマイオス1世の援助を受けてバビロン太守位を回復しようとセレウコス1世がメソポタミアおよびバビロニアへと侵攻してきた（バビロニア戦争）時、ニカノルはセレウコスを迎え撃つためにメディアより歩兵10000人と騎兵7000騎以上からなる軍を率いて向かったが、ティグリス川近くでセレウコスの夜襲を受けて散々に打ち破られた。ディオドロスはこの時ニカノルは砂漠に落ち延びてアンティゴノスに助けを求める手紙を送ったと伝えているが、アッピアノスは戦死したとしている。

## 註
1. ↑  ディオドロス, XVIII. 39
2. ↑  プルタルコス, 「エウメネス伝」, 17
3. ↑  ディオドロス, XIX. 92
4. ↑  ibid, XIX. 100
5. ↑  アッピアノス, IX. 55

## 参考URL
- アッピアノスの『ローマ史』の「シリア戦争」の英訳
- ディオドロスの『歴史叢書』の英訳
- プルタルコスの「エウメネス伝」の英訳（プロジェクト・グーテンベルク内）